# 点頭てんかん
点頭てんかん（てんとうてんかん）は、てんかん（てんかん症候群）の一種。West症候群（ウェスト症候群、ウエスト症候群）とほぼ同義語に用いられている。ICD-10（疾病分類）ではG404。日本国内では、比較的「ウエスト症候群」が使われるため、以下「ウエスト症候群」と記述する。
ウエスト症候群の原因は、周産期脳障害、結節性硬化症をはじめ多岐に及ぶ。特徴は、点頭発作（攣縮（スパスム））と呼ばれる短い発作を一群の繰り返しをして収束する、シリーズ形成性の発作。脳波では、非常に特徴的なヒプスアリスミアと呼ばれる異常を呈する。年齢依存性で、3歳未満の乳児にしかほぼ認めない。

## 定義

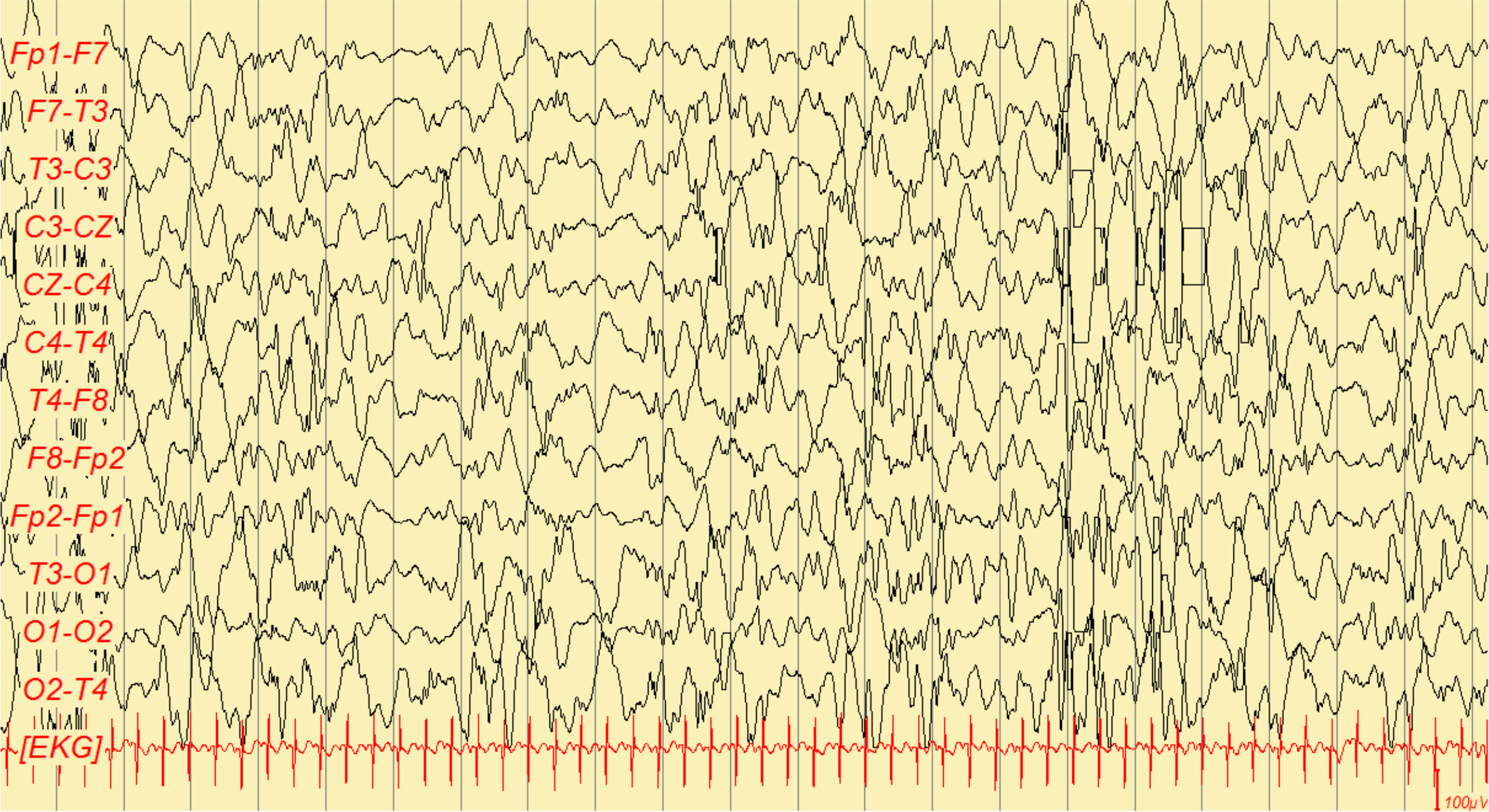
ウエスト症候群によるヒプスアリスミアの脳波。同期性の乱れた不規則の高電位棘徐波として見られる。

1989年の国際てんかん分類では、ウエスト症候群の診断基準として、
1. 乳児スパスム
2. 精神運動発達の停止
3. ヒプスアリスミア

を挙げており、このうち2つ以上有することが定義となっている。日本での東京女子医科大学小児科教授・福山幸夫の研究によれば、補助的な診断の手引きとして、1歳未満、ACTH治療が良く効く、普通の抗てんかん薬が効きにくいことなどを挙げている。
点頭てんかんは、名前の通り点頭発作を前面に出してきており、統一的な意見ではないが、上記の2および3がなくとも診断しうる。しかし、実際にはほとんどの症例では、ウエスト症候群と点頭てんかんはオーバーラップしており、臨床上はほぼ同義語として用いられている。
攣縮（れんしゅく、スパスム）
1から3秒程度の短い時間に、四肢と頭部が瞬間的に強直する（力が入る）。強直発作の短いものであるとする意見もある。典型的なものは、両手両足を伸ばし、頭と一緒に前にガクンと体を折れ曲げるような動きが見られる。イスラム教徒の点頭する（うなずく）動作の礼拝に似ていることから、点頭発作、礼拝様発作などとも呼ばれる。
しかし、逆に体を伸ばすようなスパスムや、四肢に同時に力が入るのではなく片手や片足だけ、眼球が偏るだけ、声を出すだけの発作の場合もある。この場合は、臨床的なスパスムとは言わない。一方、ヒプスアリスミア（hypsarhythmia、特徴的な脳波所見）を脳波上認めるときには、これらの点頭ではない発作もスパスムの形を変えたものであることが強く疑われる。また、てんかんの国際的権威であるフランスの医師ジャン・アイカルディ(Jean Aicardi)によれば、発作が本当にスパスムでないかを証明するには、筋電図により微細な四肢の動きを観察する必要があるとされており、実際には臨床上、そこまでの検査は煩雑なため行い難い。このため、国際ウエスト症候群協会では、ヒプスアリスミアがあれば他の形のものもスパスムであろうとみなすとしている。
ヒプスアリスミア(hypsarhythmia)
脳波の形を表す用語。「リズムが無い状態」という意味であり、もともとある脳波のリズムや、他のてんかんで認めるリズムのある脳波異常とは著しく異なる。多くの極波、徐波が色々な場所から不規則にでており、印象としては「グチャグチャ」である。

## 歴史
1841年、イギリスの医師ウィリアム・J・ウエスト(William J. West)により、この疾患を発症した彼自身の息子の症例報告として初めて発表された。その後長らく注目されなかったが、20世紀に入り症候群として認識され、元のウエストの発表の記載が詳細で良質であったため、この疾患に彼の名が冠せられた。1952年にはGibbs & Gibbsにより、脳波上の特徴的異常であるヒプスアリスミアが発見され、診断力の向上に大きく貢献した。1958年には早くもACTH治療が発明され、この治療は現在でも広く行われている。

## 疫学
発症率は、フィンランドの調査では14歳までの累積で0.6%、日本では長崎の調査では出生1万に対し3.1人であり、やや男児に多い。ほとんどの例が3歳以下（定義自体で乳児のみを診断基準とすることもあり、その場合は当然全例3歳以下。）であり、特に3か月から9か月に多い。

## 分類
本疾患は、原因の特定または推定される症候性ウエスト症候群と、そうではない潜因性（無症候性）ウエスト症候群に大別される。潜因性の群も、実は微細な奇形が脳にあった場合や、遺伝子異常が解明するなどで症候性に診断が変更されることがある。潜因性と診断されている群は、原因が徐々に解明されつつあり、いずれ多くが症候性に分類されていくと考えられる。

## 本疾患の原因
症候性ウエスト症候群の原因としては、周産期脳障害と結節性硬化症によるものが、原因の特定されたものの中では最も多い。他には、ダウン症などの染色体異常、リー脳症・フェニルケトン尿症・白質ジストロフィーやメンケス病などの代謝疾患、脳奇形、サイトメガロウイルス感染などの先天感染、乳児期の髄膜炎・頭蓋内出血・脳腫瘍などの脳に破壊的なダメージを与える疾患などが挙げられる。また、遺伝子異常によるものも近年盛んに研究・報告されており、男児のみに発症するX連鎖性乳児スパスム（異常遺伝子：ARX遺伝子；Xp21.3-p22.1、STK9遺伝子；Xp22.3）、同じくX連鎖性の点頭てんかんで、CDKL5遺伝子異常などが分かってきている。原因が分からない症例もあり、遺伝的な研究の進歩が望まれる。
ウエスト症候群の95%には、精神運動発達遅滞が合併する。また、発症時期から退行を認める。早期に治療を開始して予後が良ければ、精神運動発達遅滞はなく、知能は境界線から標準以上で、成人前に薬の服用を完全終了が可能。乳児期に発症するため、その時期に精神活動の障害されている症状として、あやし笑いをしない、周囲に関心がない、不機嫌が多いとの症状を呈する。点頭発作を親が発作だと思わずに放置することで治療開始が遅れてしまい、最初の外来では、これらの症状を主訴とすることも多い。
新生児期に発症し、周産期脳障害に多い大田原症候群と呼ばれるてんかん症候群は、約半数が本疾患に移行する。また、本疾患の約半数がレノックス・ガストー症候群というてんかん症候群に移行する。

## 病態生理
詳しい病態生理は研究中であるが、脳幹・視床などの脳の深部が深く病態にかかわっていると考えられ、ここから白質を通り大脳皮質へ電気的興奮が投射されている。一方、通常のてんかんは、ほぼ大脳皮質とその下の白質線維のみが主体と考えられている。乳児期にのみ起こることから、白質の髄鞘化形成が病態に影響しているとの研究もある。
また、精神運動発達遅滞に関しては、ヒプスアリスミアが出現することそのものが脳の活動を抑制したり、脳細胞を破壊するのではないかといわれている。このような臨床上の痙攣発作がない、睡眠時に見られる持続的・頻回な脳波異常は、睡眠時てんかん放電重積状態（ESES）と呼ばれる。一方、ランドー・クレフナー症候群のようにヒプスアリスミアではない異常脳波を、ESESとして呈するてんかんも存在しており、ヒプスアリスミアがESESではないという説もあり、定まっていない。
頭部画像検査（CTやMRI)では潜因性ウエスト症候群では通常異常を認めず、症候性ウエスト症候群では、病因（先天感染、脳奇形、周産期障害など）に応じて様々な異常所見を認める。

## 治療

### ACTH療法
日本国内で行われているもので、最も効果的な治療薬として、ACTH（副腎皮質刺激ホルモン）が挙げられる。下記のビガバトリンが認可されるまで、日本国内ではほぼ唯一効果的な治療といえた。ACTHには、天然型と合成型があり、国内では合成型治療薬（ACTH-Z：コートロシンZ（商標））を使用される。治療のプロトコールとしては、体重（kg）あたり0.01-0.015mgのACTH-Zを筋肉内に1日1回注射する。連日で2から3週間使用し、そのままやめる場合、さらに間隔を広げて2から4週程度かけてゆっくりと中止する場合とがある。また、0.005mgや1週間など、できるだけ少ない量を目指しているものや、少量から始め効果により増量を試みるものもある。日本国外では、一般にこれらよりも多い量が使用されており、双方に言い分があるが、アメリカでも日本の量に近づけた少量化の傾向にある。
有効率は文献により大きく異なるが、短期的に発作が止まるのは7割程度という文献が多い。再発は3割程度と考えられる。
- 薬理
なぜ効果があるのかは仮説の段階でしかない。この治療は、てんかんの中でもほとんどウエスト症候群にしか用いない。ACTHがフィードバックCRHを減少させること、CRHが脳細胞の破壊・てんかんの誘発に関係していると動物実験により認められたことから、CRH仮説がよく唱えられる。その他、促進分泌されたステロイドホルモンが脳細胞の転写因子として転写促進する、髄鞘化を促進する、カルシウムの神経細胞内流入を促進する、GABA（A）受容体に促進的に働く、免疫抑制作用により免疫原性のてんかん促進因子を抑制する、などが挙げられている。
- 副作用
ACTHは体内のステロイドホルモンを分泌させるため、基本的には経口ステロイド剤と同じような副作用が起きうる。ほぼ治療中に認めるのは不機嫌・肥満であり、その他重篤な結果を招きかねないものとして、感染症にかかりやすい（易感染）・心筋肥大・頭蓋内出血・低カリウム血症などが挙げられる。しかし、重篤なものは現在の日本のプロトコールでは少なく、死亡例はほとんど認めない。欧米の使用量では、現在でも文字通り命を掛けた治療である。

### 経口ステロイド剤
経口ステロイド剤であるプレドニゾロンなどの治療薬を内服することがあるが、ACTHよりも副作用が少なくなるわけでもなく、効果が少ないという意見も多いことから国内ではほとんど認めない。

### ビタミンB6
体重kgあたり20-40mgと大量のビタミンB6を1-2週程度使用し、効果があれば継続する。この治療は副作用が少ないためACTHの前に行われ、無効だとACTHに移行することが多い。有効例は10%程度に過ぎない。

### 抗てんかん薬
抗てんかん薬としては、クロナゼパムやバルプロ酸が比較的よく使われるが、有効例が2から3割程度と低い。
ビガバトリンは本疾患、特に結節性硬化症が原因の群に特に有効で、ヨーロッパでは第一選択となっているが、高頻度で視野狭窄が生じる副作用のリスクがあり、ACTHに比べ一長一短である。日本では権利を有する製薬会社（サノフィ・アベンティス）が副作用のリスクを考慮し、開発や認可申請に向けた手続きを中断させていたが、患者側が医師と相談して輸入代行業者に頼み取り寄せて内服している例もしばしば存在すること、厚生労働省による「医療上の必要性の高い未承認薬・適応外薬検討会議」に取り上げられたことから、2012年4月、他社と共同で開発が再開することが発表された。そして2016年3月28日に製造販売が承認され、同年5月25日に「サブリル散分包500mg」として薬価収載された。

### 外科手術
脳腫瘍や奇形による場合は、外科手術として病巣を取り除くことで改善することがある。また、脳梁離断術で改善することもあるが、全体で適応となるウエスト症候群は、1割に満たない。

### その他
その他、免疫グロブリン療法、TRH療法、Lドーパ療法なども試みられているが、大きな効果はないと考えられている。

## 予後
スパスム自体は治療をせずとも消失するが、他の難治なてんかんに移行しやすいと考えられている。
多くの症例がレノックス・ガストー症候群や、他のてんかんに移行する。フィンランドのクオピ大学講師ライリ・リーコネン(Raili Riikonen)の研究によれば、20歳以上となったかつてのウエスト症候群患者は、1/3のみにおいて発作が2年以上ない状態（てんかんは長い間発作がなくとも何時再発作を起こすか分からないため「〜年発作がなかった」ということが治癒の代わりになる。）であったとする。
潜因性の方が予後が良いとされる。しかし、上記のとおり、どの患者が本当に潜因性なのかの診断は困難である。
ACTH療法を行い、スパスムやその他の発作をうまく治療できても、知能の予後は基本的に不良である。Hrachovyの研究では、治療が効いた群の正常から軽度精神遅滞程度（つまり予後が良い群）は9%、無効群が13%であった。リーコネンの1996年の発表では、ウエスト症候群全体で普通学級に通えたのは17%、特殊学級が7.5%、訓練学級が24.5%、教育が出来ないレベルが51%であった。
生命予後は、リーコネンの研究では、1割が3歳以前に、3割が30歳までに死亡するとされた。しかし、これは原疾患に依ることが多い。つまり、原疾患の生命予後が反映している。